# Анрі Реньо
Алекса́ндр-Жорж-Анрі́ Реньо́ (фр. Alexandre-Georges-Henri Regnault; 31 жовтня 1843 — 19 січня 1871) — французький художник, «один з найбільш обдарованих французьких живописців новітнього часу». У 1866 році отримав римську премію за картину: «Фетіда приносить Ахіллесу зброю»; відправившись потім у Рим як пенсіонер французького уряду, писав там портрети, етюди і виготовив 27 прекрасних малюнків для ілюстрування твору Вея про поїздку в Рим (костюми, народні сцени, свята та околиці цього міста). У 1868 році відвідав Іспанію, де виконав портрет генерала Прима верхи на коні (знаходиться в музеї «Лувр» в Парижі) і чудову копію знаменитої картини Веласкеса «Las Lanzas», що зберігається в мадридському музеї. Повернувшись ненадовго в Рим, здійснив подорож на північний берег Африки і знаходився в Марокко, коли спалахнула франко-пруська війна 1870 року. Загроза для Франції, спонукала художника повернутися на батьківщину, він вступив волонтером в національну гвардію, брав участь у захисті Парижа і був, при захисті Бюзенваля, убитий німецької кулею. Творів Реньо небагато, але свідчать вони про нього як про дуже талановитого живописця реалістичного напрямку, який відрізнявся оригінальністю концепції і незвичайно сильним, блискучим і гармонійним колоритом. Головні з цих творів — вищезгаданий портрет генерала Прима, «Соломія з блюдом і мечем у руках, яка очікує страти Іоанна Хрестителя» (1870), «Страта без суду мавританських королів Гренади» (1870, Музей д'Орсе), «Портрет графині де Барк» (1869, Лувр) і «Юдифь і Олоферн» (в марсельському музеї). Реньо майстерно працював аквареллю. Також малював картини у стилі орієнталізм.

## Біографія
|  | Тут виставка картин, ескізів... Реньо (того самого Реньо, який так нещасливо був застрелений в минулому році за кілька днів до укладення миру). Вона заслуговує того, щоб спеціально приїхати сюди і подивитися. Реньо - безперечно найбільший колорист нового часу. І ще багато чого могло б з нього вийти! |

Тургенєв Іван Сергійович (Йдеться про посмертну виставку творів Анрі Реньо у Парижі)..
Батько Анрі — хімік і фізик Анрі Віктор Реньо. Народився Анрі в Парижі, вже з ранніх років показав виняткові здібності до малювання. Традиційну класичну освіту він отримав в Академії мистецтв у Парижі, куди вступив у 1860 році, і де навчався у Луї Ламота (1822—1869), Олександра Кабанеля (1823—1889) і Антуана Альфонса Монфора. У 1863 році Реньо був рекомендований для вступу в Римську Grand Prix Академію, але його обійшли Жозеф Лейре (Joseph Layraud) і Ксав'є Альфонс Моншаблон (Xaiver Alphonse Monchablon, 1835—1907). У 1864 році два портрети Реньо виставлені в паризькому Салоні, але не були помічені. Перший успіх прийшов двома роками пізніше. У 1866 році Реньо був удостоєний Римської премії за картину «Фетіда приносить Ахіллесу зброю, викувану Вулканом» («Thetis bringing the Arms forged by Vulcan to Achilles», музей школи образотворчих мистецтв). І це дало право Реньо на пенсіонерського поїздку до Італії.

### Рим
В Італії Реньо відразу вибрав собі пріоритети і художні уподобання: Мікеланджело замість Рафаеля, венеційці і неаполітанці були йому ближчі, ніж римляни, за винятком П'єтро да Кортона. Художник продовжив писати картини на міфологічні та історичні сюжети. Однією з найяскравіших і знаменитих картин є «Автомедон приборкує коней Ахіллеса» (Automédon ramenant les coursiers d'Achille, Бостон, музей образотворчого мистецтва). Ескіз картини перебуває в Парижі, в музеї д'Орсе. Картина зображує колісницю Ахіллеса. Коні, відчуваючи, що їх господар буде убитий, чинять опір. Вони запряжені у віз, який повинен везти Ахіллеса на його останню фатальну битву. Коли Реньо написав цю героїчну сцену, йому було всього лише 25 років. Картина була показана в паризькому Салоні, молодого художника помітили. Реньо відразу ж назвали продовжувачем Гро і Делакруа, в «Автомедоні» були ті ж нервозність сюжету, енергія композиції і ліризм колориту. Історики кажуть, що картина була написана після відвідин кінних перегонів під час карнавалу. Другою відомою картиною стала «Юдифь і Олоферн» (1869, музей мистецтв, Марсель). Для фігури Юдифь художник використовував дві моделі, спочатку свою служницю Легрейн. З неї написаний етюд до картини. У цей час у художника намічалася поїздка в Іспанію. У листі батькові Анрі писав: «Для мене буде неможливо знайти інше красиве обличчя десь в іншому місці». Пізніше, під час його поїздки в Іспанію Реньо продовжив роботу над картиною і писав героїню зі співачки кабаре Долорес. У листі своєму другові Дюпарку (Duparc) Реньо писав, що хоче зобразити той момент легенди, коли Юдифь ніяковіє перед тим, як убити Олоферна. Художник хотів показати сутність Юдифь, не як героїні свого народу, а як жінки і людини. Висловити, що Юдіфь відчуває за момент до вбивства, що спонукало зробити безпристрасно те, що станеться через мить. У 1868 році Реньо направив в Салон «Портрет дами», виконаний у натуральну величину, в якому зробив одну з перших спроб висловити на полотні сучасне життя. Зроблені під час перебування в Римі малюнки увійшли як ілюстрації у видану в 1872 році книгу Франсіса Вея «Рим». До книги увійшли 27 робіт, на яких були зображені костюми, народні сцени, свята та околиці Риму.

### Мадрид
Розпочата в 1868 році подорож до Іспанії разом з другом Жоржем Клеріном посилила південний колорит творів Реньо. Він вивчав Веласкеса і Гойю в музеї Прадо. У Гранаді захоплювався роботами віртуозного академіста Маріано Фортуні. Реньо став активно працювати в жанрі портрета, він знайомився і писав і вищу знать, і простолюдинів іспанської столиці. Під час цієї поїздки художник написав відомий кінний портрет ліберального генерала Хуана Прима (1869, Париж, Музей d'Orsay). Художник побачив Прима на чолі війська, в результаті вийшов живий образ військового демагога. Картина генералові не сподобалася, зате з успіхом була показана на Паризькому салоні (1869).

#### Портрет генерала Прима
Мабуть, тільки одного разу критики різних напрямків позитивно оцінили репрезентативний парадний портрет. Це був написаний Анрі Реньо «Портрет Хуана Прима» (1869, Париж, Лувр). Картину можна вважати єдиною більш-менш вдалою спробою відродити кінний портрет, що переживав після Давидовського «Наполеона на перевалі Сен-Бернар» і «Портрета офіцера кінних єгерів» Жеріко стадію тривалої кризи. Реньо писав портрет під враженням іспанської поїздки. Для нього, як і для багатьох волелюбних іспанців, що повернулися з еміграції генерал Прим був справді національним героєм. На портреті Прим зображений в той момент, коли він осаджує гарячого коня. Генерал блідий і здається втомленим. Відчуття дистанції, що виникає при першому погляді на портрет, пояснюється характером композиції. Одягнений в темно-синій мундир вершник візуально зливається воєдино з синяво-чорним конем. Силуети вимальовуються на світлому фоні при низько опущеній лінії горизонту. У сприйнятті образу Хуана Прима чималу роль грає та обставина, що маса народу (кінні, піші військові, селяни) знаходяться за вершником під пагорбом і що люди подані в іншому, дрібнішому масштабі. І Прим, і натовп — це два сплески живописного темпераменту між спокійними небом і землею. Захоплюючись іспанськими художниками (поряд з Гойєю можна згадати і Веласкеса), Реньо сприймає «іспанізми» зовні. Його підхід до образу ближче до французької романтичної традиції..

#### Веласкес
Реньо, притягнутий мусульманською архітектурою і мальовничістю іспанського народу, захоплюється Веласкесом. Він пише своєму батькові з Мадрида в 1868 році:
|  | Я хотів би поглинути Веласкеса всього цілком. Він перший художник у світі! |

.
Реньо копіює в Мадриді «Здача Бреди» і заявляє про намір скопіювати «Езопа» і «Пряхи», яка, на його думку, є «найбільш дивною і прекрасною картиною, яку можна собі уявити». На думку Реньо, іспанські художники можуть бути для сучасного художника кориснішими, ніж Мікеланджело чи Рафаель, тому що
|  | ...вони вчать вас бачити речі більш просто, більш добродушно. Вони не намагаються приховати свої прийоми, охоче показують вам, як вони працюють... вони вважали жебраків не менш гідними свого пензля, ніж королів. Карлики, бідняки, діти; лахміття, коні, зброя - все для них добре, вони нічого не вважали нищим і грубим. Вам надається змога самому зробити вибір з усього, що вони ілюструють. |

### Танжер

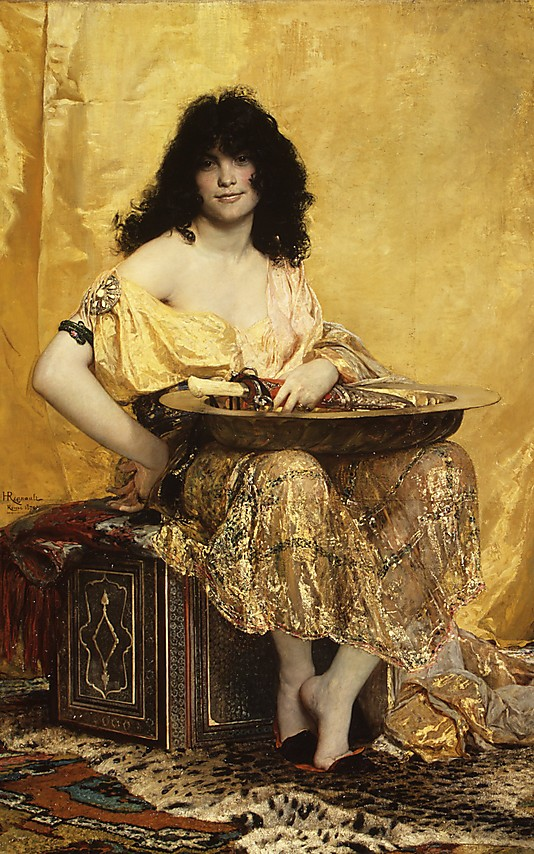
«Соломія» (1870)

Наступну поїздку Реньо зробив по Північній Африці. На початку 1870 року він і Клерін приїхали в Танжер (Марокко). Там вони побудували будинок і студію для роботи над новими великими картинами. Реньо так сподобався клімат, природа і культура Танжера, що він вирішив залишитися там назавжди. 1870 рік став найпліднішим у житті художника. Він збільшив полотно портрета, розпочатого ще в Італії, щоб дописати свою «Соломію» (Salomé, 1869—1870, Метрополітен, Нью-Йорк). Ця картина своєю незвичайною колірною чорно-жовтою гамою наробила багато шуму, коли була показана на Салоні в 1870 році. Закінчив він і другу свою «довгограючу» роботу — «Юдифь і Олоферн». Під час цієї подорожі була написана одна з найзнаменитіших робіт — «Страта без суду мавританських королів Гренади». Картина була представлена на тому ж Салоні 1870 року. Критики писали, що художник грає фарбами з кров'ю жертви, ніби з ювелірними рубінами. Реньо також зробив кольорові ескізи маслом і малюнки традиційних орієнтальних (східних) тем.

### Війна
У 1870 році в Європі почалася франко-прусська війна (1870-1871) — військовий конфлікт між імперією Наполеона III з Пруссією, що добивалася європейської гегемонії. Війна, спровокована прусським канцлером Отто фон Бісмарком і формально розпочата Наполеоном III, закінчилася поразкою і крахом Французької імперії, в результаті чого Пруссія зуміла перетворити Північно-німецький союз в єдину Німецьку імперію. Пенсіонерство Реньо, як володаря римської премії, не давало художнику відстрочки від військового обов'язку. У самому початку 1871 року Анрі Реньо пішов ополченцем-волонтером на фронт. Він загинув від випадкової кулі прусського солдата в битві при Бюзенвалі 19 січня в самому кінці війни, прослуживши кілька тижнів. Художнику було всього 27 років. Через 9 днів після смерті художника (28 січня 1871) в Парижі французи уклали перемир'я, а 26 лютого у Версалі був підписаний попередній мирний договір.

## Цікаві факти
Мистецтвознавці часто порівнюють Реньо з Теодором Жеріко, називаючи Анрі правонаступником чи послідовником Жеріко. Дійсно, в їхніх біографіях і творчості є багато спільного.